# Otar Taktakischwili
Otar Wassiljewitsch Taktakischwili (georgisch ოთარ ვასილის ძე თაქთაქიშვილი; * 27. Juli 1924 in Tiflis; † 21. Februar 1989 ebenda) war ein georgischer Komponist.

## Leben
Taktakischwili begann seine musikalische Ausbildung 1938 an der Musikfachschule in Tiflis. 1942 wechselte er an das dortige Konservatorium, um bis 1947 Komposition bei Sargis Barchudarjan zu studieren. Schon während seiner Studienzeit machte er sich als Komponist einen Namen. 1947 ging er zunächst zur Staatskapelle der Georgischen SSR, wo er bis 1952 als Dirigent und anschließend bis 1956 als Direktor wirkte. Inzwischen hatte sich Taktakischwili nicht nur als georgischer Nationalkomponist, sondern auch als bedeutender sowjetischer Komponist etabliert. 1959 wurde er als Dozent ans Konservatorium in Tiflis berufen und war von 1962 bis 1965 dessen Direktor. Im Jahre 1966 wurde er Professor. Taktakischwili nahm Posten im georgischen und sowjetischen Komponistenverband wahr. Von 1965 bis 1984 war er georgischer Kulturminister. Immer wieder trat er als Dirigent vorwiegend eigener Werke international in Erscheinung. Taktakischwili erhielt zahlreiche Orden und Auszeichnungen; er war u. a. dreifacher Staatspreisträger und Träger des Leninordens.

## Stil
Grundlage von Taktakischwilis Schaffen ist die georgische Volksmusik, an welche er sich in Melodiebildung, Harmonik und Rhythmik anlehnt. Teilweise werden sogar Volksmusikinstrumente imitiert. Taktakischwili bewegt sich im Rahmen einer modal eingefärbten Tonalität, die durch abrupte Tonartwechsel gekennzeichnet ist. Seine Frühwerke zeichnen sich stellenweise durch großes Pathos aus und folgen den Richtlinien des sozialistischen Realismus. Ihre Tonsprache ist sehr traditionell und bewegt sich überwiegend auf dem Boden der Musik des 19. Jahrhunderts. Seine ab Mitte der 1970er Jahre komponierten Werke wirken dagegen introvertierter und harmonisch freier, bleiben aber eindeutig tonal. Besonders in seinen späteren Werken lassen sich auch neoklassizistische Züge erkennen. Zu Lebzeiten hatte er großen Erfolg; seine Oper Mindia galt z. B. als eine der wichtigsten georgischen Opern. Er wurde als georgischer Nationalkomponist gefeiert und besaß internationale Reputation. Heute ist seine Musik allerdings weitgehend unbekannt.

## Werke
- Orchesterwerke
  - Sinfonie Nr.1 a-Moll Jugend (1949)
  - Sinfonie Nr.2 c-Moll (1953, rev. 1988)
  - Sinfonietta für Kammerorchester (1982)
  - Sinfonische Dichtungen (u. a. Der Mziri, 1956)
  - Orchestersuiten
- Konzerte
  - Klavierkonzert Nr.1 c-Moll (1950)
  - Klavierkonzert Nr.2 Bergweisen (1973)
  - Klavierkonzert Nr.3 F-Dur Jugend (1973)
  - Klavierkonzert Nr.4 d-Moll (1983)
  - Concertino C-Dur für Violine und kleines Orchester (1956)
  - Violinkonzert Nr.1 f-Moll (1976)
  - Violinkonzert Nr.2 für Violine und Kammerorchester (1987)
  - Violoncellokonzert Nr.1 d-Moll (1947)
  - Violoncellokonzert Nr.2 D-Dur (1977)
  - Trompetenkonzert (1954)
- Opern
  - Mindia (1959/60)
  - Drei Erzählungen, Operntriptychon (1967, rev. 1972)
  - Die Entführung des Mondes (1974–76)
  - Mususi (Der Schürzenjäger) (1977/78, rev. 1980 als Die Verlobung)
  - Die erste Liebe (1979/80)
- Andere Vokalwerke
  - Die lebendige Heimstatt, Oratorium (1963)
  - Auf Rustawelis Spuren, Oratorium (1964)
  - Nikolos Barataschwili, Oratorium (1970)
  - Gurische Lieder, Kantate für 8 Männerstimmen, Chor und Orchester (1971)
  - Mingrelische Lieder, Suite für Tenor, 8 Männerstimmen und Kammerorchester (1972)
  - Mit der Lyra von Akaki, Suite für Soli, Chor, Flöte, Harfe und Schlagzeug (1983)
  - Hymne der georgischen SSR (1945)
  - Orchesterliederzyklen
  - Lieder
- Kammermusik
  - Klavierquintett (1986/87)
  - Streichquartett c-Moll (1984)
  - Klaviertrio (1987)
  - Violoncellosonate (1985)
  - Flötensonate C-Dur (1968)
- Klaviermusik
  - Klaviersonate (1985)
  - Toccata (1961)
  - Imitation georgischer Volksinstrumente, Suite (1973)
  - kleinere Stücke
  - Stücke für Kinder

## Auszeichnungen
- 1951, 1952 Stalinpreis[2]
- 1958 Orden des Roten Banners der Arbeit[2]
- 1966 Leninpreis[2]
- 1967 Staatspreis der UdSSR[2]
- 1974 Volkskünstler der UdSSR[2]
- 1982 Leninpreis[2]